# RMS Empress of Ireland
O RMS Empress of Ireland foi um transatlântico construído em 1905 e que afundou em 29 de maio de 1914 após uma colisão com o cargueiro norueguês Storstad. Apesar de possuir compartimentos estanques e botes salva-vidas mais do que suficientes para os passageiros, o naufrágio levou a morte de 1 012 das 1 477 pessoas a bordo, tornando-se o maior naufrágio da história do Canadá em tempos de paz e quase tão letal quanto o naufrágio do Titanic. O naufrágio está localizado a 96 metros de profundidade.

## Antecedentes
O Empress of Ireland foi o segundo de um par de transatlânticos encomendados pela Canadian Pacific durante seus primeiros anos de operação no Atlântico Norte. Em 1903, a Canadian Pacific entrou oficialmente no mercado de viagens transatlânticas de passageiros entre o Reino Unido e o Canadá. Em fevereiro daquele ano, eles compraram a Elder Dempster & Company, por meio da qual obtiveram três navios da subsidiária da Elder, a Beaver Line. Esses navios foram o Lake Champlain, Lake Erie e Lake Manitoba, com o Lake Champlain sendo o primeiro a navegar na rota estabelecida da empresa entre Liverpool na Inglaterra e Montreal, Quebec, em abril. A linha provou ser um sucesso no comércio do Atlântico Norte, já que naquele primeiro ano, 33 travessias para o oeste foram concluídas por esses três navios, nos quais um total combinado de 23 400 passageiros viajaram na terceira classe, a maioria deles imigrantes com destino ao Canadá.

## Construção e Características
No início de 1904, o trabalho começou na Fairfield Shipbuilding and Engineering em Glasgow, Escócia. Os revestimentos foram projetados por Francis Elgar e foram especificados para serem revestimentos de dupla rosca com velocidades de serviço de 18 nós (33 quilômetros por hora). Ambos eram de aparência idêntica, com dois funis e dois mastros, com capacidade igual para passageiros de pouco mais de 1 500. Nos estágios iniciais de planejamento, seus nomes pretendidos deveriam ter sido Empress of Germany e Empress of Austria, seguindo a implementação de uma política de que qualquer futuro navio do Pacífico canadense nomeado no formato Empress receberia o nome de uma dependência ou colônia do Império Britânico.
A quilha do navio foi baixada em 10 de abril de 1905 para o casco número 443 no cais de Fairfield número 4 ao lado de seu navio irmão, o Empress of Britain, que estava sendo construído. O Empress of Ireland tinha 170 metros de comprimento e 167,3 metros entre perpendiculares. O feixe era de vinte metros e sua profundidade era de 11,2 metros. Empress of Ireland tinha hélices gêmeas de quatro pás, cada uma movida por um motor a vapor de expansão quádrupla. Os dois motores foram avaliados em 3.168e deram a ela uma velocidade de serviço de 18 nós (33 quilômetros por hora). Ela tinha dois funis e dois mastros.

### Segurança
O Empress tinha dez anteparas estanques que dividiam o casco em onze compartimentos que poderiam ser seladas através dos meios de fechamento vinte e quatro portas estanques. Todas as onze anteparas se estendiam do fundo duplo até diretamente abaixo do convés do abrigo, o equivalente a três conveses acima da linha d'água. Pela teoria do projeto, as embarcações poderiam permanecer à tona com até dois compartimentos adjacentes abertos para o mar. No entanto, o que provou ser a falha fatal em seu projeto em 1914 foi que, ao contrário do Titanic, onde as portas estanques podiam ser fechadas por meio de um interruptor na ponte do navio, as portas estanques a bordo do Empress of Ireland deveriam ser fechadas manualmente. Além disso, após o desastre do Titanic, o Empress of Ireland, como muitos outros navios, teve seu equipamento salva-vidas atualizado. Quando ela entrou em serviço pela primeira vez em 1906, ela havia sido equipada com botes salva-vidas de madeira padrão, que em 1912 foram substituídos por 16 botes salva-vidas de aço montados em turcos radiais tradicionais, sob os quais estavam armazenados outros 26 botes salva-vidas dobráveis de madeira, todos combinados com um capacidade de 1.686 pessoas, 280 a mais do que o navio tinha licença para transportar.